# Paulo Coelho
Paulo Coelho (Rio de Janeiro, 24. kolovoza 1947.), brazilski romanopisac.
Coelho je u Hrvatskoj postao popularan romanom Alkemičar, duhovnom potragom pastira Santiaga, koji mora naučiti neke životne istine (značaj i bit sudbine, ljubavi, rada/truda). Alkemičar je preveden na 71 jezik čime je ušao u Guinessovu knjigu rekorda kao knjiga prevedena na najviše jezika jednoga živućega autora. Alkemičar je također među najprodavanijim je knjigama na svijetu (50 milijuna primjeraka; 65 milijuna primjeraka).

## Popis djela
| Godina izdanja (izvornika) | Naziv izvornika                            | Naziv hrvatskog prijevoda                  |
| 1982.                      | Arquivos do Inferno                        | -                                          |
| 1986.                      | O Manual Prático do Vampirismo             | -                                          |
| 1987.                      | O Diário de um Mago                        | Hodočašće                                  |
| 1988.                      | O Alquimista                               | Alkemičar                                  |
| 1990.                      | Brida                                      | Brida                                      |
| 1991.                      | O Dom Supremo                              | -                                          |
| 1992.                      | As Valkírias                               | -                                          |
| 1994.                      | Maktub                                     | Sve je napisano istom rukom.               |
| 1994.                      | Na margem do rio Piedra eu sentei e chorei | Na obalu rijeke Piedre sjela sam i plakala |
| 1996.                      | O Monte Cinco                              | Peta gora                                  |
| 1997.                      | Manual do guerreiro da luz                 | Priručnik za ratnika svjetlosti            |
| 1998.                      | Veronika decide morrer                     | Veronika je odlučila umrijeti              |
| 2000.                      | O Demônio e a srta Prym                    | Demon i gospođica Prym                     |
| 2001.                      | Histórias para pais, filhos e netos        | -                                          |
| 2003.                      | Onze Minutos                               | Jedanaest minuta                           |
| 2004.                      | O Gênio e as Rosas                         | -                                          |
| 2005.                      | O Zahir                                    | Zahir                                      |
| 2006.                      | Ser como um rio que flui                   | -                                          |
| 2006.                      | A bruxa de Portobello                      | Vještica iz Portobella                     |
| 2008.                      | O Vencedor está Só                         | Pobjednik ostaje sam                       |
| 2010.                      | O Aleph                                    | -                                          |
| 2012.                      | Manuscrito Encontrado em Accra             | Rukopis pronađen u Accri                   |
| 2014.                      | Adultério                                  | Preljub                                    |

## Vanjske poveznice
- Službene stranice  Arhivirana inačica izvorne stranice od 5. listopada 2010. (Wayback Machine)
- Službeni blog